# Arreigada
Arreigada é uma povoação portuguesa do Município de Paços de Ferreira que foi sede da extinta Freguesia de Arreigada, freguesia que tinha 2,16 km² de área e 1999 habitantes (2011), e, por isso, uma densidade populacional de 925,5 hab/km².
A Freguesia de Arreigada foi extinta em 2013, no âmbito de uma reforma administrativa nacional, tendo sido agregada à Freguesia de Frazão para formar uma nova freguesia denominada Frazão Arreigada., com sede em Frazão.

## História
Topónimo de origem incerta, presume-se que derive das suas gentes terem as suas raízes "arreigadas" à terra. Tem como orago São Pedro. A sua ocupação milenar é testemunhada pelas lagaretas romanas de Cimo de Vila e pela Ponte Medieval de Vila Boa. Foi curato de apresentação do Convento da Serra do Pilar.
Freguesia ribeirinha, é atravessada pelo Rio Ferreira, tendo fortes tradições ligadas à moagem do milho, testemunhadas pela existência de vários moinhos ao longo do rio, hoje abandonados.  

## População
| População da freguesia de Arreigada | População da freguesia de Arreigada | População da freguesia de Arreigada | População da freguesia de Arreigada | População da freguesia de Arreigada | População da freguesia de Arreigada | População da freguesia de Arreigada | População da freguesia de Arreigada | População da freguesia de Arreigada | População da freguesia de Arreigada | População da freguesia de Arreigada | População da freguesia de Arreigada | População da freguesia de Arreigada | População da freguesia de Arreigada | População da freguesia de Arreigada |
| ----------------------------------- | ----------------------------------- | ----------------------------------- | ----------------------------------- | ----------------------------------- | ----------------------------------- | ----------------------------------- | ----------------------------------- | ----------------------------------- | ----------------------------------- | ----------------------------------- | ----------------------------------- | ----------------------------------- | ----------------------------------- | ----------------------------------- |
| 1864                                | 1878                                | 1890                                | 1900                                | 1911                                | 1920                                | 1930                                | 1940                                | 1950                                | 1960                                | 1970                                | 1981                                | 1991                                | 2001                                | 2011                                |
| 298                                 | 307                                 | 348                                 | 375                                 | 462                                 | 458                                 | 504                                 | 619                                 | 793                                 | 1 169                               | 1 354                               | 1 708                               | 1 669                               | 2 117                               | 1 999                               |

| Distribuição da População por Grupos Etários | Distribuição da População por Grupos Etários | Distribuição da População por Grupos Etários | Distribuição da População por Grupos Etários | Distribuição da População por Grupos Etários | Distribuição da População por Grupos Etários | Distribuição da População por Grupos Etários | Distribuição da População por Grupos Etários | Distribuição da População por Grupos Etários | Distribuição da População por Grupos Etários |
| -------------------------------------------- | -------------------------------------------- | -------------------------------------------- | -------------------------------------------- | -------------------------------------------- | -------------------------------------------- | -------------------------------------------- | -------------------------------------------- | -------------------------------------------- | -------------------------------------------- |
| Ano                                          | 0-14 Anos                                    | 15-24 Anos                                   | 25-64 Anos                                   | > 65 Anos                                    |                                              | 0-14 Anos                                    | 15-24 Anos                                   | 25-64 Anos                                   | > 65 Anos                                    |
| 2001                                         | 504                                          | 351                                          | 1 093                                        | 169                                          |                                              | 23,8%                                        | 16,6%                                        | 51,6%                                        | 8,0%                                         |
| 2011                                         | 371                                          | 285                                          | 1 132                                        | 211                                          |                                              | 18,6%                                        | 14,3%                                        | 56,6%                                        | 10,6%                                        |